# ائشمه
دیو خشم، اَئِشمَه در اوستا نام دیو زشتی است که مظهر تندخویی و غضب شناخته‌شده و رقیب سروش، فرشتهٔ اطاعت است. هیچ دیوی در اوستا، شریرتر از خشم تعریف نگردیده است.
«اَئِشْمه» به‌معنای خشم: دیو خونین‌گرز دیو خشم در فرهنگ اَوِستایی. ایزد سُروش، سرانجام بر آن چیره خواهد شد. ایزد مِهر نیز از دشمنان ائشمه، دیو خشم، به‌شمار می‌رود. ائشمه پیام‌آور اَهریمن و دشمن اَشَه، نظمِ الهی و بنیاد نظمِ آفرینش، است. ائشمه از گاهَنبار و مراسم مِیزد می‌ترسد. خشم هر شب یک بار به جهان مادّی یا گیتی می‌آید؛ اما ایزد سروش او را می‌زند و می‌راند. ائشمه برای نابودی موجودات هفت نیرو دارد، و مأمور است خشونت و کشتار را بیافزاید؛ و آن‌گاه که برای کار خود در میان مردمان بهانه‌ای نمی‌یابد، دیوان را به ستیز با یکدیگر وامی‌دارد. خشم با دیوهای آز، شهوت، نیاز، و بدعت همراه است و اهریمن او را برای یاری‌رساندن به دیو آز به‌عنوان سپهبد شرق انتخاب کرده است. در نهایت نیز دیو آز او را می‌بلعد. در اوستا دیو خشم دارای صفت خونین‌گرز است.
این دیو از ایران وارد دین و فرهنگ یهود نیز شده و در متون یهودی به نام: اَشمِدای (Ashmedai، عبری: אַשְמְדּאָ = ʾAšmədʾāy) و در یونانی به نام: اسمودایوس (Ἀσμοδαῖος) و در لاتین به نام اسمودئوس (Asmodeus) شناخته می شود.